# الاتحاد السوفييتي والنزاع العربي الإسرائيلي
لعب الاتحاد السوفيتي دوراً هاماً في أحداث الصراع العربي الإسرائيلي، إذ كان أول دولة تعترف بقيام دولة إسرائيل حتى قبل الولايات المتحدة. ولكن لاحقاً أثناء الحرب الباردة، دعم الاتحاد السوفيتي الدول العربية في حروبها ضد إسرائيل، حيث أمد الجيوش العربية بمعظم تسليحها، خاصة جيوش كل من مصر وسوريا.

## أزمة السويس
في العام 1956 أعلن الرئيس المصري جمال عبد الناصر عن تأميم قناة السويس في خطاب ألقاه في الإسكندرية، مما أدى إلى هجوم عسكري من قبل كل من بريطانيا، فرنسا وإسرائيل، فيما عرف بالعدوان الثلاثي. هدد الاتحاد السوفيتي كل من فرنسا وبريطانيا بحرب نووية إذا لم تنسحبا من مصر.